# Om de afaceri
Un om de afaceri (businessman sau businesswoman) este o persoană care a fondat, deține o companie din sectorul privat. Un om de afaceri întreprinde activități (comerciale sau industriale) pentru a genera flux de numerar, vânzări și venituri prin utilizarea unei combinații de capital uman, financiar, intelectual și fizic pentru a spori dezvoltarea și creșterea economică.

## Istorie

### Ascensiunea burgheziei
În Italia medievală, negustorii au început să se afirme ca o clasă socială distinctă. Între anii 1300 și 1500, au fost inventate contabilitatea modernă și răspunderea limitată (societate cu răspundere limitată), inovații ce au dus la apariția primilor oameni de afaceri în sensul modern al termenului. Tot în această perioadă, Europa a cunoscut „emergența negustorilor bogați”, care au constituit noua clasă socială burghezia.

### Ascensiunea capitalismului
În secolul al XVI-lea, Europa a devenit principala putere comercială a lumii. Pe măsură ce europenii au dezvoltat instrumente financiare noi, au apărut și noi tipuri de oameni de afaceri.  În această perioadă, au fost introduse bancnotele (moneda de hârtie), cecurile și societățile pe acțiuni. Evoluția științelor actuariale și a practicilor de subscriere a condus la apariția asigurărilor. Aceste instrumente au fost folosite de un nou tip de om de afaceri, numit capitalist. Capitaliștii dețineau sau finanțau afaceri, fără a fi comercianți de bunuri. Ei au avut un rol central în Revoluția Industrială.

### Ascensiunea magnatului de afaceri
Odată cu apariția marilor corporații, a apărut o nouă figură profesională: managerul, executivul angajat de magnatul de afaceri pentru a conduce activitatea zilnică a companiei. Frederick Winslow Taylor (1856–1915) a fost primul care a abordat sistematic organizarea muncii, instruind angajații pentru a deveni manageri eficienți în cadrul firmelor.
După Primul Război Mondial, conceptul de management profesionalizat a cunoscut o expansiune semnificativă, influențat de exemplul lui Herbert Hoover și de modelul promovat de Harvard Business School, care oferea diplome în administrarea afacerilor. Scopul era de a forma manageri competenți, pe care magnatul de afaceri să-i angajeze pentru a crește eficiența și productivitatea firmelor private.

## Magnat de afaceri
Un magnat de afaceri, cunoscut și sub numele de industriaș sau mogul, este o persoană care este un antreprenor și investitor ce controlează o firmă sau o industrie ale cărei bunuri sau servicii sunt consumate pe scară largă.
Termenul magnat derivă din cuvântul latin magnates (plural al magnas), adică „mare om” sau „mare nobil”. Termenul mogul face aluzie la împărații imperiului Mogul, ce dețineau o mare putere și aveau bogății capabile să producă minuni de opulență, precum Taj Mahal. Termenul tycoon derivă din cuvântul japonez taikun, ce înseamnă „mare lord”.
Magnații de afaceri moderni sunt antreprenori ce acumulează averi mari pe cont propriu (sau care dețin averi mari în familie) prin procesul de construire sau de gestionare a propriilor afaceri. Unii sunt cunoscuți prin legăturile cu afacerea, iar alții sunt cunoscuți prin activități secundare foarte vizibile, cum ar fi filantropia, strângerea de fonduri politice și finanțarea companiilor (cum ar fi echipele sportive).
Termenii mogul, magnat și baron erau adesea utilizați pentru a-i descrie pe magnații din afaceri din America de Nord de la sfârșitul secolului al XIX-lea și începutul secolului al XX-lea, activi în industrii extractive precum mineritul, exploatarea lemnului și petrolul, în domenii ale transportului precum navigația și căile ferate, în producție, cum ar fi fabricarea automobilelor și a oțelului, în sectorul bancar, precum și în publicarea de ziare.

### Magnați de afaceri
- Cornelius Vanderbilt, simbol al revoluției transporturilor (feroviar și naval)
- John D. Rockefeller, fondatorul Standard Oil Company ce a început monopolurile industriale
- Andrew Carnegie, industria oțelului și filantrop cunoscut
- J. P. Morgan, bancher cu influență în finanțele SUA
- Henry Ford, pionier al producției în masă pentru automobile
- William Randolph Hearst, industria media
- Howard Hughes, industriaș
- Sam Walton, fondatorul Walmart
- Warren Buffett, investitor
- Rupert Murdoch, imperiu media global (Fox News, Sky News)
- Bill Gates, fondatorul Microsoft
- Steve Jobs, co-fondator Apple, inovator în tehnologie și design
- Larry Page, fondator Google
- Sergey Brin, fondator Google
- Jeff Bezos, fondator Amazon
- Elon Musk, inovator multiplu: Tesla, SpaceX, Starlink
- Mark Zuckerberg, fondator Facebook
- Bernard Arnault, LVMH, lider în industria de lux
- Michael Bloomberg, fondator Bloomberg
- Carlos Slim, magnat mexican al telecomunicațiilor
- Ted Turner, fondator CNN

## Salarizare
Salariile pentru oamenii de afaceri variază. Salariile directorilor executivi de top pot ajunge la milioane de dolari pe an. De exemplu, șeful Discovery, Inc., David M. Zaslav, a obținut 156 milioane dolari în 2014. Salariile mari pe care directorii le câștigă au fost adesea o sursă de critici din partea multora care cred că sunt plătiți excesiv.